# Канада бастует
«Канада бастует» (англ. Canada on Strike) — эпизод 1204 (№ 171) сериала «Южный Парк», премьера которого состоялась 2 апреля 2008 года.

## Сюжет
В Америке проходит «День поддержки Канады». Детям школы Саус-Парка показывают видеообращение Стивена Абутмена, президента Всемирного Канадского Бюро, в торжественной речи призывающего американских детей обратить внимание на многочисленность канадцев в Америке и их значимую роль. Однако единственным канадцем в школе оказывается Айк, а дети смеются над видеообращением.
Стивен Абутмен негодует по поводу того, что день поддержки Канады был повсеместно высмеян, и призывает канадцев во всём мире бастовать. На Всемирном Собрании Лидеров Абутмен выпрашивает денег у других государств и заявляет, что забастовка будет продолжаться, пока Канада не получит денег. Одновременно со всеми канадцами в своём городе одиноко пикетирует Айк.
Кайл волнуется за брата и хочет убедить канадскую власть прекратить забастовку. К Кайлу присоединяются Стэн, Картман и Баттерс, которые обеспокоены тем, что в связи с забастовкой в Канаде перестали выходить новые серии шоу Терренса и Филлипа. Кайл звонит Абутмену, но тот говорит, что забастовка прекратится, если Кайл даст ему денег. Кайл растерянно замечает, что у них не так много денег, на что Абутмен предлагает ему подумать о деньгах, заработанных в Интернете.
Друзья решают заработать, разместив в интернете что-то, что вызовет широкий интерес. Для этого они снимают клип, в котором гламурно наряженный Баттерс поёт песню «Что, что в моём заду?», и тот за неделю становится самым популярным видео в Америке.
Тем временем канадцы продолжают забастовку. Воспользовавшись этим, на рабочие места бастующих канадцев прибывают люди из Дании, мотивируя это тем, что они «канадцы Европы». Это ещё более угнетает жителей Канады.
Друзья идут за вознаграждением за свой успешный клип и встречают персонажей видеоклипов с YouTube, ставших в Америке видеомемами. Вскоре интернетовские знаменитости, выясняя, кто из них популярнее, убивают друг друга, и друзья, как единственные кандидаты, получают 10 миллионов «теоретических долларов».
Президент Всемирного Канадского Бюро не желает брать «теоретические доллары», но и, несмотря на то что бастующие канадцы умирают с голоду, не прекращает забастовку, потому что желает получить хоть что-нибудь. Кайл выпрашивает у Собрания Лидеров хоть какой-нибудь подарок Канаде. В результате канадцы получают по купону на завтрак и по жвачке; Стивен Абутмен делает вид, что это внушительная победа Канады, прекращает забастовку и устраивает торжество по этому поводу.
На вечеринку по поводу победы приходят Терренс и Филлип; они негодуют, поскольку убытки Канады, связанные с забастовкой, многократно превосходят стоимость полученных подарков. Абутмен возражает, что это была победа ради уважения к Канаде и ради будущего их детей, но в итоге его и двух его помощников отправляют в океан на отколотой льдине.

## Интернет-мемы
В эпизоде пародируются и используются персонажи видеоклипов с YouTube, ставших мемами в Америке и других странах. Клип, который снимают с Баттерсом в главной роли, практически точно повторяет клип Samwell — «What What (In the Butt)».
В очереди за наградой за самый просматриваемый клип встречаются отсылки к следующим клипам:
- Шоколадный дождь — известный под псевдонимом Тэй Зондэй (англ. Tay Zonday) чернокожий молодой человек, исполнивший несколько песен басистым голосом. Одна из наиболее известных песен — «Chocolate Rain»[2] — упоминается в эпизоде. Также в эпизоде спародирована манера басистого исполнения: в мультфильме персонаж получил чрезмерно низкий голос.
- Мужик «Трон» — мужчина, наряженный в костюм героя фильма «Трон», рассказывает о преимуществах костюма в повседневной жизни[3].
- Нума-Нума — видео, где тучный мужчина в наушниках, экспрессивно жестикулируя, подпевает песне «Dragostea din tei» молдавской группы O-Zone[4]. Эта видеозапись также была чрезвычайно популярна и среди российской аудитории.
- Паренёк «Звёздные войны» — полноватый молодой человек, размахивающий тростью[5].
- Чихающая Панда — видео с записью жующей панды, испугавшейся внезапно громкого чихания своего дитя[6].
- Драматичный бурундук (англ. Dramatic Chipmunk) — видео, где запечатлена эффектно позирующая луговая собачка[7].
- Истерический заплаканный блондин, призывающий оставить в покое то одного, то другого персонажа, — это Крис Крокер, призывавший в своей видеозаписи оставить в покое Бритни[8].
- Афро-ниндзя — видеоклип с записью чернокожего человека с нунчаками, который нелепо падает, исполняя сальто[9].
- Смеющееся дитя — ребёнок, начинающий смеяться после произнесения оператором некоторых звуков[10].
- 2 китайца в майках «Rockets 11» — названные «Китайские Backstreet Boys» — с кривлянием изобразили исполнение песни «I Want It That Way» указанной группы[11]. В мультфильме они только присутствуют среди остальных персонажей, но не произносят ни слова.

## Факты
- Фамилия Abootman, вероятно, является насмешкой на канадский акцент персонажей, произносящих слово «about» как «aboot» (в русском варианте — «насечёт» вместо «насчёт»).
- Сайт, на который герои загружают своё видео, называется «YouToob». Это пародия на YouTube.
- Датчане объясняют телерепортеру, что их можно считать «канадцами Европы», потому что на их родине «тоже всегда холодно, они тоже любят хоккей и на них тоже всем наплевать». И действительно, датчане выглядят абсолютно так же, как и канадцы, за исключением их национальной одежды и глаз.
- В этом эпизоде появляется инопланетянин: [s50.radikal.ru/i127/0808/36/d05e848f7dd3.jpg Скриншот]
- Когда в поисках замены шоу Терренса и Филлипа Стэн предлагает посмотреть американские мультфильмы, переключая телевизор на канал, по которому идут «Гриффины», Картман выключает телевизор со словами «мы до этого не опустимся». Картман ненавидит «Гриффинов», о чём стало известно в эпизоде «Мультипликационные войны, часть I».
- Канадцы отправляют Стивена Абутмена на льдине. Такая традиция существует у эскимосов — очень старых людей на льдинах отправляют в море, чтобы они приняли там свою смерть.